# Edvin Paulsen
Edvin Paulsen (Oslo, 1889. december 3. – Oslo, 1963. március 13.) olimpiai bronzérmes norvég tornász.
Az 1912. évi nyári olimpiai játékokon tornában svéd rendszerű összetett csapatversenyben bronzérmes lett.
Klubcsapata az Oslo Turnforening volt.